# Библиотека „Штефан Хомола” Бачки Петровац
Библиотека „Штефан Хомола” у Бачком Петровцу једна је од најстаријих библиотека у Војводини, основане 1845. године. Библиотека је била прва јавна установа оваквог типа на овим просторима насељеним Словацима. На почетку је имала 130 књига а данас око 40.000 наслова од којих и завичајну збирку војвођанских Словака која садржи преко 5.000 књига и периодичних публикација на словачком језику и збирку старе и ретке књиге која садржи преко 2.000 књига, а најстарија књига датира из 1690. године.

## Историјат
Оснивање Словачке библиотеке 1845. године је било повезано са радом црквене недељне школе у Бачком Петровцу, коју је водио евангелистички капелан Штефан Хомола. У њој је предавао о најновијим достигнућима у пољопривреди, култури, задругарству и осталим делатностима.
У то време библиотеци су књиге давали на поклон Јан Kолар, утемељивач свесловенске идеје, Јан Стехло, Kарол Штур, сам Хомола и други угледни људи код Словака. Библиотека је била активна до Првог светског рата.
После Првог светског рата у Бачком Петровцу је никао већи број библиотека и читалишта. Библиотеке су имала своја удружења као на пример: удружење занатлија, удружење земљорадника, студенти, у гимназији су основали библиотеку професора и ученика а своје читалиште је имало удружење жена, соколско удружење, нека мања удружења као што су били пчелари, фонд сиромашних ђака и сл.
Библиотека Матице словачке у Југославији, основана 1933. године, је у то време била највећа и најорганизованија и имала је путујуће библиотеке у свим словачким насељима у Војводини. До краја Другог светског рата у ову библиотеку су своје фондове поклониле и остале локалне библиотеке, које су престајале са радом.
После гашења Матице словачке у Југославији, књиге су 1950. године поклоњене тада основаној Словачкој централној библиотеци. Током 60-тих година 20. века код реорганизације библиотека, ова је постала општинска библиотека, а од 70-тих година због финансијских потешкоћа се преселила под патронат Дома културе.

## Данашња библиотека
У оквиру Дома културе библиотека је деловала до краја 1995. године, када је основана под данашњим именом као самостална културна институција.
Kњиге су сређене према међународном УДK стандарду, формирана је завичајна збирка, која садржи књиге и периодике, писане претежно на словачком језику.  Фондови старе и ретке грађе су на немачком, мађарском, латинском, словачком, чешком, српском, француском и енглеском језику, део чине легати које је библиотека добила на поклон, а фонд је реконструисан и према библиотекама и читалиштима које су  постојале у Бачком Петровцу.